# Luc Bellings
Luc Bellings (1964) is een Belgisch chef-kok die in Hasselt het restaurant "De vork" uitbaatte.

## Levensloop
Van 1994 tot 1996 had hij met het Hasseltse restaurant Savarin één Michelinster. In 2000 opende hij een restaurant in het kasteel van Petit-Leez (Grand-Leez), waar zich de kunstgalerij Dieleman Gallery bevond. Dit restaurant ging echter in 2004 failliet, ondanks de reputatie die het restaurant opbouwde met klanten als premier Guy Verhofstadt (die er ooit een superministerraad organiseerde) en het koningspaar. Eind 2004 opende hij opnieuw een zaak in Hasselt: Aan tafel bij Luc Bellings haalde een eerste ster in november 2005 en een tweede ster op 22 november 2010.
Bellings begon zijn carrière op 18-jarige leeftijd met een stage bij chef-kok Willy Slawinski en zijn Gentse tweesterrenzaak Apicius. Zijn leermeester overleed evenwel in 1992 op 44-jarige leeftijd.
Luc Bellings was in de eerste twee seizoenen van Chef in Nood de reddende kok die restaurants in problemen probeerde te heroriënteren. Een geschil met productiehuis Eyeworks maakte nadien een einde aan de samenwerking. Zijn eigen geschiedenis zag hij als een toegevoegde waarde voor dit programma.

Er komen in Chef in Nood restaurants aan bod waarvan de eigenaars alle hoop verloren hebben, in zak en as zitten en geen ambitie meer hebben. Ik ben de ideale persoon om aan te tonen dat je je nooit in een hoekje moet laten drummen. Dat je na een tegenslag altijd weer kan terugkomen. En zie: na het faillissement en het verliezen van mijn Michelinster, heb ik nu opnieuw een goeddraaiend sterrenrestaurant, toch een prestatie.

In zijn vrije tijd is Bellings een fanatiek amateurwielrenner. Op paasmaandag organiseerde hij al enkele jaren de Luc Bellings Classic waarop onder meer Johan Museeuw, Sven Nys, Jan Janssen, Wilfried Peeters, Ludo Dierckxsens, Eddy Merckx, Jos Huysmans, Vic Van Schil, Roger Rosiers en Jos Spruyt reeds meereden.
Tijdens de editie van 2014 werd hij betrapt op het gebruik van testosteron en door de Vlaamse Dopingcommissie voor twee jaar geschorst.
In 2024 heeft Bellings zijn rugnummer en kaderplaatje verwisseld met die van een betere ploegmaat voor de start van een kwalificatiemanche voor het WK gravel en hij mag daardoor niet deelnemen aan het WK gravel.